# Оман на Летњим олимпијским играма 1996.
Оман је на Олимпијским играма у Атланти 1996. учествовао четврти пут као самостална земља.
Оманску делегацију, су у Атланти представљала четворица спортиста који се се такмичили у пет појединачних дисциплина четири спорта. Најмлађи у делегацији је био пливач Рашид Салим ел Машари са 18 година и 206 дана, а најстарији носилац заставе Омана на свечаном отварању Игара стрелац Калифа ел Катри са 32 год и 207 дана.
Омански олимпијски тим је остао у групи екипа које нису освојиле ниједну медаљу.

## Учесници по дисциплинама
| Спорт      | Мушкарци | Жене | Укупно |
| ---------- | -------- | ---- | ------ |
| Атлетика   | 1        | 0    | 1      |
| Бициклизам | 1        | 0    | 1      |
| Пливање    | 1        | 0    | 1      |
| Стрељаштво | 1        | 0    | 1      |
| Укупно(4)  | 4        | 0    | 4      |

## Резултати по дисциплинама

### Атлетика
| Атлетичар Лични рекорд  | Дисциплина | Група    | Група    | Четвртфинале     | Четвртфинале     | Полуфинале       | Полуфинале       | Финале           | Финале      | Детаљи |
| Атлетичар Лични рекорд  | Дисциплина | Резултат | Место    | Резултат         | Место            | Резултат         | Место            | Резултат         | Место       | Детаљи |
| ----------------------- | ---------- | -------- | -------- | ---------------- | ---------------- | ---------------- | ---------------- | ---------------- | ----------- | ------ |
| Хамуд Абдулах ел Далами | 200 м      | 21,10    | 6 у гр 1 | Није се пласирао | Није се пласирао | Није се пласирао | Није се пласирао | Није се пласирао | 60/ 76 (81) |        |

### Бициклизам
Друмски бициклизам
| Бициклиста             | Дисциплина   | Време            | Ззаостатак       | Пласман          | Детаљи |
| ---------------------- | ------------ | ---------------- | ---------------- | ---------------- | ------ |
| Јусеф Канфар ел Шакали | Друмска трка | Није се пласирао | Није се пласирао | Није се пласирао |        |

### Пливање
| Пливач                | Дисциплина       | Група    | Група    | Финале           | Финале       | Детаљи |
| Пливач                | Дисциплина       | Време    | Пласман  | Време            | Пласман      | Детаљи |
| --------------------- | ---------------- | -------- | -------- | ---------------- | ------------ | ------ |
| Рашид Салим ел Машари | 1.500 м слободно | 18:11,59 | 3 у гр 1 | Није се пласирао | 34 / 34 (34) |        |

### Стрељаштво
| Стрелац         | Дисциплина          | Квалификација | Квалификација | Финале           | Финале           | Плаасман (ук.) | Детаљи |
| Стрелац         | Дисциплина          | Резултат      | Пласман       | Резултат         | Укупно           | Плаасман (ук.) | Детаљи |
| --------------- | ------------------- | ------------- | ------------- | ---------------- | ---------------- | -------------- | ------ |
| Калифа ел Катри | Ваздушна пушка 10 м | 578           | 37            | Није се пласирао | Није се пласирао | 37 / (44)      |        |
| Калифа ел Катри | МК пушка, лежећи    | 584           | 50            | Није се пласирао | Није се пласирао | 50 / (52)      |        |